# Hyeopdo
De Hyeopdo is een klassiek Koreaans wapen. Het bestaat uit een stok van ongeveer anderhalve meter waaraan een zwaard is bevestigd. De lengte van het zwaard is 63 centimeter. Het wordt daarom ook wel 'lang zwaard' of 'stok-zwaard' genoemd.
In Korea werd de hyeopdo ook wel micheomdo (미첨도) genoemd, wat 'wenkbrauw-zwaard' betekent. Dit vanwege de vorm van de kling..
De hyeopdo lijkt op zijn grotere broer, de woldo, maar de kling is kleiner en lichter en daardoor gemakkelijker te hanteren.
In een Koreaanse legerhandleiding uit de 18de eeuw, Muyesinbo, werd de hyeopdo voor het eerst beschreven. Ook in de latere Muyedobotongji wordt het wapen benoemd.
De hyeopdo werd beschouwd als een belangrijk wapen, juist vanwege het gemak waarmee het te hanteren was. Hetzelfde gold voor identieke wapens uit China en Japan.